# (31643) Natashachugh
1999 GE41 (asteroide 31643) é um asteroide da cintura principal. Possui uma excentricidade de 0.09373550 e uma inclinação de 4.98728º.
Este asteroide foi descoberto no dia 12 de abril de 1999 por LINEAR em Socorro.